# Linia kolejowa nr 781
Linia kolejowa nr 781 – zlikwidowana, jednotorowa linia kolejowa łącząca posterunek (dawniej stację) Pieńsk z granicą państwa na Nysie Łużyckiej. Decyzją Ministerstwa Infrastruktury z dnia 7 września 2005 r. podjęto działania likwidacyjne linii kolejowej.